# Rubén Suñé
Rubén José Suñé (Buenos Aires, 7 de marzo de 1947-Buenos Aires, 20 de junio de 2019) conocido por su apodo «Chapa», fue un futbolista argentino. Jugaba como mediocampista central y su primer equipo fue Boca Juniors. Su último club antes de retirarse fue San Lorenzo de Almagro.
Gran parte de su carrera la hizo en Boca, convirtiéndose en un ídolo y referente no solo por los títulos obtenidos y los más de 300 partidos jugados que tiene en el club, sino también por haber convertido el gol de la victoria frente River Plate en la primera final entre ambos conjuntos en el Torneo Nacional 1976, que sirvió para que su equipo se consagre campeón.

## Trayectoria

### Boca Juniors

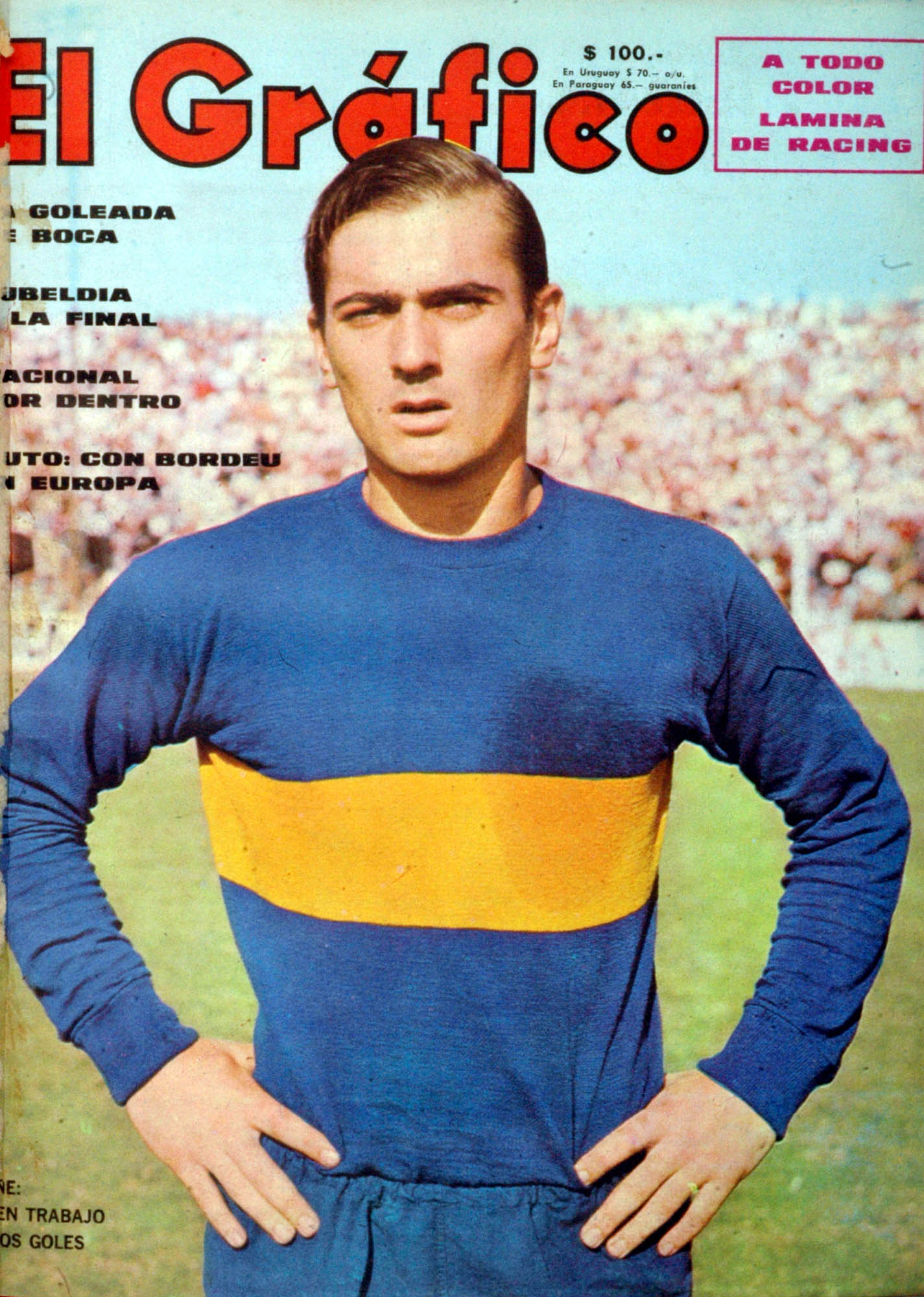
Suñé (Boca) en 1969

Surgido de las divisiones inferiores de Boca Juniors, Rubén Suñé debutó como futbolista profesional el 17 de marzo de 1967, en un partido contra Colón de Santa Fe, que finalizó en victoria de su equipo por 2-1, correspondiente al Torneo Metropolitano. Suñé jugó los correspondientes 90 minutos de dicho encuentro.
Su primer gol oficial se lo hizo a Platense de penal en un partido correspondiente al Torneo Metropolitano de 1968, siendo el primer gol de dicho encuentro. Ese enfrentamiento terminó 2-0 a favor de Boca. Ese mismo año consiguió su primer doblete, en un partido correspondiente al Torneo Nacional, a Olimpo de Bahía Blanca, que finalizó con goleada 8-0 para el xeneize. Sus 2 goles fueron mediante una ejecución de tiro penal.
En el año 1969 consiguió su primer título en su carrera cuando se adjudicó el Torneo Nacional 1969, de la mano de Alfredo Di Stéfano como entrenador. En la última fecha de ese campeonato le tocó enfrentar a River Plate, que estaba segundo, en su propio estadio. Boca comenzó ganando con 2 goles de Norberto Madurga, River lo empató 2-2 pero no le alcanzó para ganar y Boca se consagró campeón en el Monumental. En ese torneo Suñé consiguió marcar 2 goles. Ese mismo año también obtuvo la Copa Argentina al ganarle la final a Atlanta.
En el año 1970 jugó la Copa Libertadores por primera vez en su carrera, aunque nuevamente le fue esquiva al conjunto de la ribera. A pesar de eso, Boca volvió a ser campeón del Torneo Nacional 1970 y otra vez en cancha de River, pero el rival de turno fue Rosario Central, a quién Boca le ganó 2-1 en la final del certamen.

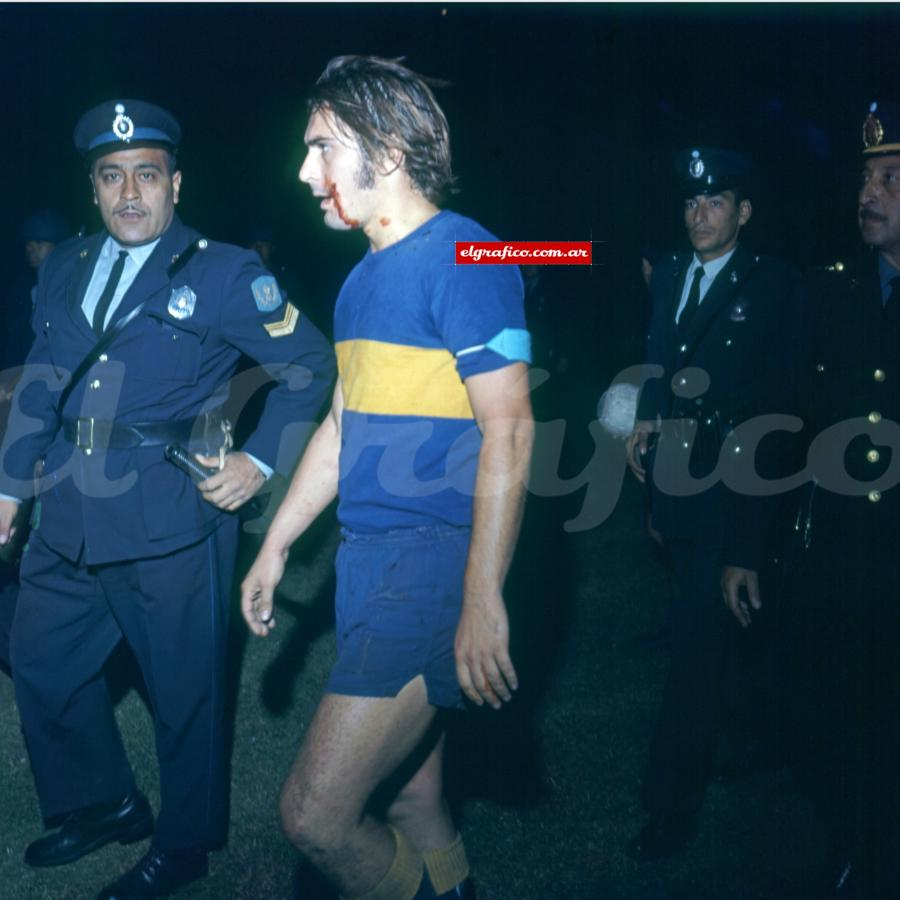
"Crónica de una noche triste". Tapa de la revista El Gráfico de Argentina. Rubén Suñé ensangrentado luego del escándalo en el partido entre Boca y Sporting Cristal por la Copa Libertadores de 1971. Diecinueve jugadores fueron expulsados.

Fue partícipe de una de las broncas más comentadas en la historia de la Copa Libertadores el año 1971: En una polémica jugada, el jugador rimense Fernando Mellan toca levemente dentro del área a Roberto Rogel, pero el réferi uruguayo Otero no cobra nada. Impotentes los jugadores argentinos la emprenden contra Eloy Campos y Orlando De la Torre Castro corre en su ayuda. Se armó una batalla campal donde intervinieron desde los jugadores hasta la policía, pasando por los aguateros y los hinchas que se metieron a la cancha a meter trompadas a diestra y siniestra. El ‘Jet’ Alberto Gallardo le propinó una impresionante patada voladora a Rubén Suñé que le produjo un corte en el pómulo izquierdo. El saldo final fue que varios jugadores de ambos bandos terminaron en la comisaría de Villa Devoto. El partido había quedado suspendido por el juez Otero cuando comenzó la gresca. En el vestuario resolvió la expulsión de 19 jugadores, con la excepción de Rubén Sánchez, Luis Rubiños y Julio Meléndez, el defensor peruano de Boca. 
En 1972 cerró su primera etapa en Boca, más precisamente en un clásico ante River que perdió 2-3. En su primer paso por el club participó en 216 partidos y marcó 34 goles.

### Breve paso por Huracán y Unión
En el año 1973, luego de que el entrenador Rogelio Domínguez lo declarara prescindible para su equipo, recaló en Huracán. En la institución de Parque Patricios estuvo dos años, hasta 1974. En 1975 fue transferido a Unión de Santa Fe. En el club santafesino tuvo un gran rendimiento en apenas un año, lo que le sirvió para poder regresar a su casa: Boca Juniors.

### Regreso a Boca Juniors

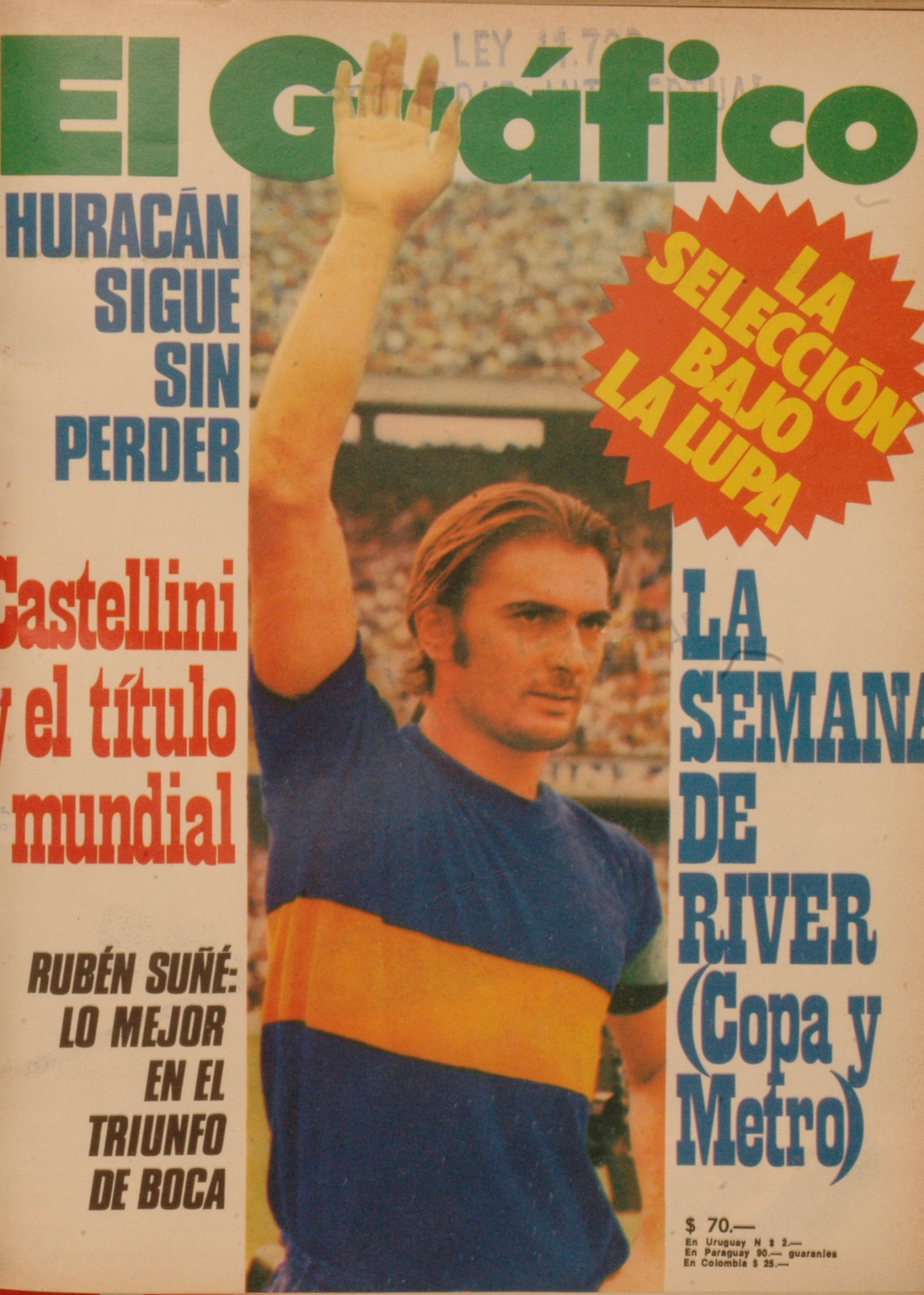
Suñé (Boca) en 1976

En el año 1976 volvió a jugar para Boca Juniors por pedido del entrenador Juan Carlos Lorenzo, que venía de dirigirlo en Unión. Rápidamente se hizo de un lugar como titular en aquel equipo formado por el Toto, que logró consagrarse campeón del Torneo Metropolitano. También, en ese mismo año, obtuvo el bicampeonato al ganar el Torneo Nacional. La particularidad de este último torneo fue que se definió en una final con River, dado que los dos equipos habían ganado sus respectivos partidos. El encuentro se jugó el 22 de diciembre en el Cilindro de Avellaneda, el estadio de Racing. Boca ganó el encuentro 1-0 con gol de Rubén Suñé de tiro libre a los 27 del ST, sorprendiendo a un Ubaldo Fillol que estaba acomodando la barrera. De dicho gol no se poseían registros audiovisuales hasta que 43 años después sería recuperado por el club azul y oro.
En el año 1977 Boca ganó la Copa Libertadores por primera vez en su historia. La final se jugó en el Estadio Centenario de Uruguay, luego de los empates entre Boca y Cruzeiro de Brasil. El partido se definió en los penales y Boca consiguió ganar el torneo.
En el año 1978 Boca obtuvo el bicampeonato de América, al ganar otra vez la Copa Libertadores. Esta vez la final se jugó contra Deportivo Cali de Colombia. Ese mismo año Boca tuvo que disputar la Copa Intercontinental contra Borussia Mönchengladbach de Alemania, quien accedió a la final debido a la retirada del torneo del Liverpool de Inglaterra. Boca obtuvo el torneo al ganar el partido de vuelta 3-0 luego de un empate 2-2 en la Bombonera.
Al año siguiente Boca accedió nuevamente a la final de la Copa Libertadores, aunque esta vez la misma quedó en manos de Olimpia de Paraguay, que ganó 2-0 en el Defensores del Chaco y luego consiguió un empate 0-0 como visitante que le permitió alzarse con el título.
Rubén Suñé cerró su segundo y último ciclo en Boca Juniors en 1980, con un total de 377 partidos  jugados y 36 goles convertidos.

### Retiro
En 1981 fue transferido a San Lorenzo de Almagro, donde terminó su carrera como futbolista debido a las lesiones. Como Suñé no estaba preparado para dejar la práctica del fútbol, tuvo muchos problemas psicológicos, incluyendo un intento de suicidio en 1984. Dado tal acto, pasó los siguientes 4 meses en un hospital y los siguientes 9 meses en una clínica psiquiátrica. Finalmente se recuperó de su problema y en 1986 comenzó a trabajar en las inferiores de Boca Juniors.
Suñe fue inmortalizado con una estatua en el museo «xeneize» en honor a su trayectoria como futbolista e ídolo de Boca. Dicha estatua fue inaugurada en diciembre de 2016.

### Muerte
Falleció el 20 de junio de 2019 en el Hospital Británico. El ídolo de Boca Juniors tenía 72 años y las causas de su fallecimiento no fueron informadas por las autoridades de la institución.

## Filmografía
- Paula contra la mitad más uno (1971) ... Cameo

## Clubes
| Club                   | País      | Año       |
| ---------------------- | --------- | --------- |
| Boca Juniors           | Argentina | 1967-1972 |
| Huracán                | Argentina | 1973-1974 |
| Unión de Santa Fe      | Argentina | 1975      |
| Boca Juniors           | Argentina | 1976-1980 |
| San Lorenzo de Almagro | Argentina | 1981      |

### Estadísticas
Datos actualizados al fin de carrera deportiva
| Boca Juniors Argentina |               |               |     |    |   |    |    |     |     |    |
| 1.ª | M-1967        | 17            | 0   | -  | - | -  | -  | 17  | 0   |    |
| 1.ª | N-1967        | 2             | 0   | -  | - | -  | -  | 2   | 0   |    |
| 1.ª | M-1968        | 17            | 3   | -  | - | -  | -  | 17  | 3   |    |
| 1.ª | N-1968        | 15            | 4   | -  | - | -  | -  | 15  | 4   |    |
| 1.ª | M-1969        | 23            | 6   | 3  | 0 | -  | -  | 26  | 6   |    |
| 1.ª | N-1969        | 16            | 2   | -  | - | -  | -  | 16  | 2   |    |
| 1.ª | M-1970        | 19            | 4   | -  | - | 10 | 1  | 29  | 5   |    |
| 1.ª | N-1970        | 21            | 4   | -  | - | -  | -  | 21  | 4   |    |
| 1.ª | M-1971        | 19            | 6   | -  | - | 4  | 1  | 23  | 7   |    |
| 1.ª | N-1971        | 10            | 2   | -  | - | -  | -  | 10  | 2   |    |
| 1.ª | M-1972        | 27            | 1   | -  | - | -  | -  | 27  | 1   |    |
| 1.ª | N-1972        | 13            | 0   | -  | - | -  | -  | 13  | 0   |    |
| 1.ª | M-1976        | 27            | 0   | -  | - | -  | -  | 27  | 0   |    |
| 1.ª | N-1976        | 18            | 1   | -  | - | -  | -  | 18  | 1   |    |
| 1.ª | M-1977        | 20            | 0   | -  | - | 12 | 0  | 32  | 0   |    |
| 1.ª | N-1977        | 12            | 0   | -  | - | -  | -  | 12  | 0   |    |
| 1.ª | M-1978        | 25            | 1   | -  | - | 9  | 0  | 36  | 1   |    |
| 1.ª | N-1978        | 2             | 0   | -  | - | 2  | 0  | 4   | 0   |    |
| 1.ª | M-1979        | 6             | 0   | -  | - | 7  | 0  | 13  | 0   |    |
| 1.ª | N-1979        | 1             | 0   | -  | - | -  | -  | 1   | 0   |    |
| 1.ª | M-1980        | 13            | 0   | -  | - | -  | -  | 13  | 0   |    |
| 1.ª | N-1980        | 7             | 0   | -  | - | -  | -  | 7   | 0   |    |
| Total club | Total club    | 330           | 34  | 3  | 0 | 44 | 2  | 377 | 36  |    |
| Huracán Argentina |               |               |     |    |   |    |    |     |     |    |
| 1.ª | N-1973        | 2             | 0   | -  | - | -  | -  | 2   | 0   |    |
| 1.ª | M-1974        | 16            | 1   | -  | - | 3  | 0  | 19  | 1   |    |
| 1.ª | N-1974        | 15            | 0   | -  | - | 4  | 0  | 19  | 0   |    |
| Total club | Total club    | 33            | 1   | 0  | 0 | 7  | 0  | 40  | 1   |    |
| Unión Argentina |               |               |     |    |   |    |    |     |     |    |
| 1.ª | M-1975        | 33            | 1   | -  | - | -  | -  | 33  | 1   |    |
| 1.ª | N-1975        | 16            | 0   | -  | - | -  | -  | 16  | 0   |    |
| Total club | Total club    | 49            | 1   | 0  | 0 | 0  | 0  | 49  | 1   |    |
| San Lorenzo de Almagro Argentina |               |               |     |    |   |    |    |     |     |    |
| 1.ª | M-1981        | 20            | 0   | -  | - | -  | -  | 20  | 0   |    |
| Total club | Total club    | 20            | 0   | 0  | 0 | 0  | 0  | 20  | 0   |    |
| Total carrera | Total carrera | Total carrera | 432 | 36 | 3 | 0  | 51 | 2   | 486 | 38 |
| (1) Incluye datos de la Copa Argentina (1969). (2) Incluye datos de la Copa Libertadores (1970, 1971, 1974, 1977, 1978, 1979); Copa Intercontinental (1977); Copa Interamericana (1977). (3) No se consideran goles en encuentros amistosos. |               |               |     |    |   |    |    |     |     |    |

## Palmarés

### Campeonatos nacionales
| Título           | Club         | País      | Año    |
| ---------------- | ------------ | --------- | ------ |
| Primera División | Boca Juniors | Argentina | N-1969 |
| Copa Argentina   | Boca Juniors | Argentina | 1969   |
| Primera División | Boca Juniors | Argentina | N-1970 |
| Primera División | Boca Juniors | Argentina | M-1976 |
| Primera División | Boca Juniors | Argentina | N-1976 |

### Copas internacionales
| Título                | Club         | Sede         | Año  |
| --------------------- | ------------ | ------------ | ---- |
| Copa Libertadores     | Boca Juniors | Montevideo   | 1977 |
| Copa Intercontinental | Boca Juniors | Karlsruhe    | 1977 |
| Copa Libertadores     | Boca Juniors | Buenos Aires | 1978 |